# Sera Cahoone
Sera Cahoone, née le 4 août 1975, est une auteure-compositrice et chanteuse américaine.

## Biographie

### Vie privée
Sera Cahoone est ouvertement lesbienne. En 2015, elle se fiance à la footballeuse internationale américaine Megan Rapinoe, mais les deux femmes se sont depuis séparées.